# Chính sách thị thực của Burundi
Du khách đến Burundi phải xin thị thực từ một trong những phái vụ ngoại giao Burundi trước khi đến nước này trừ khi họ đến từ một trong các quốc gia được miễn thị thực dưới đây. Trước ngày 30 tháng 4 năm 2015 công dân của tất cả các nước đến Burundi qua sân bay quốc tế Bujumbura có thể xin thị thực tại cửa khẩu. Tuy nhiên sau đó họ lại yêu cầu phải xin tị thực từ trước.. Bây giờ phải có giấy cho phép nhập cảnh được cấp bởi nhà chức trách Burundi để được xin thị thực tại cửa khẩu.

## Miễn thị thực

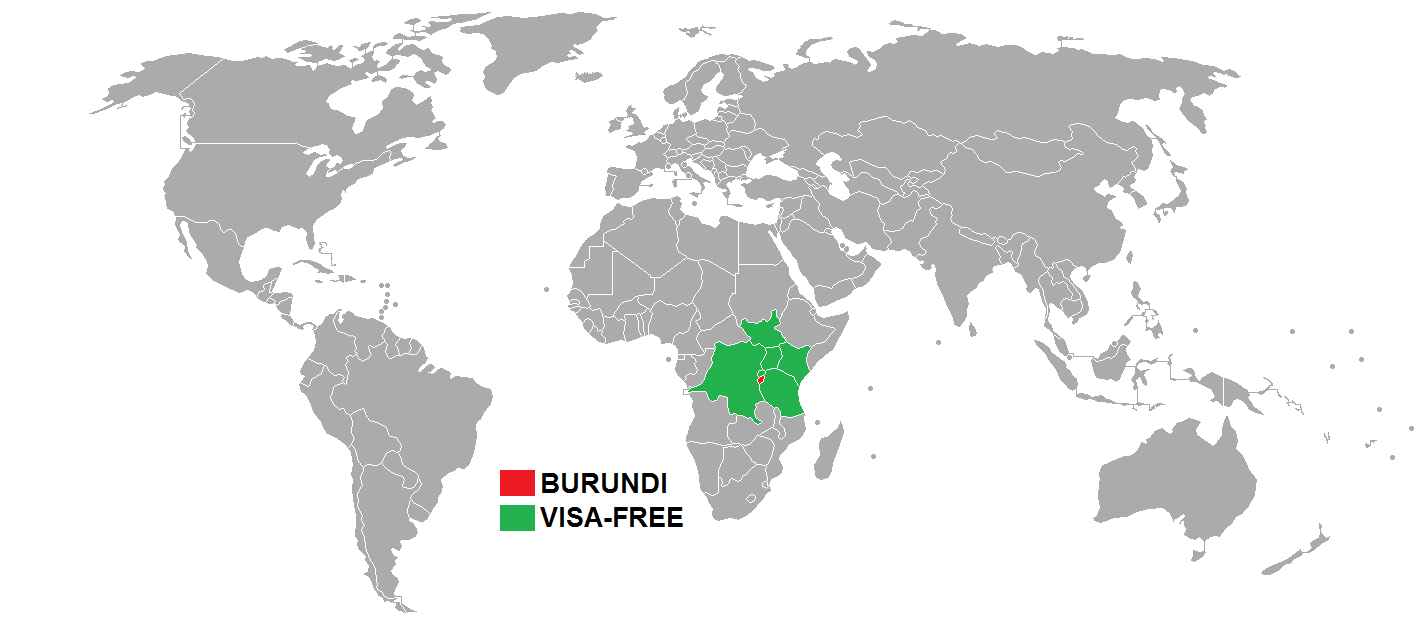
Các quốc gia trong cộng đồng Đông Phi được miễn thị thực

Công dân của 5 quốc gia dưới đây có thể đến Burundi mà không cần thị thực lên đến 3 tháng:
| - Cộng hoà Dân chủ Congo - Kenya - Rwanda - Tanzania - Uganda |